# Музеї Флоренції
Музеї Флоренції або  Перелік головних музеїв Флоренції
- Палаццо Веккіо

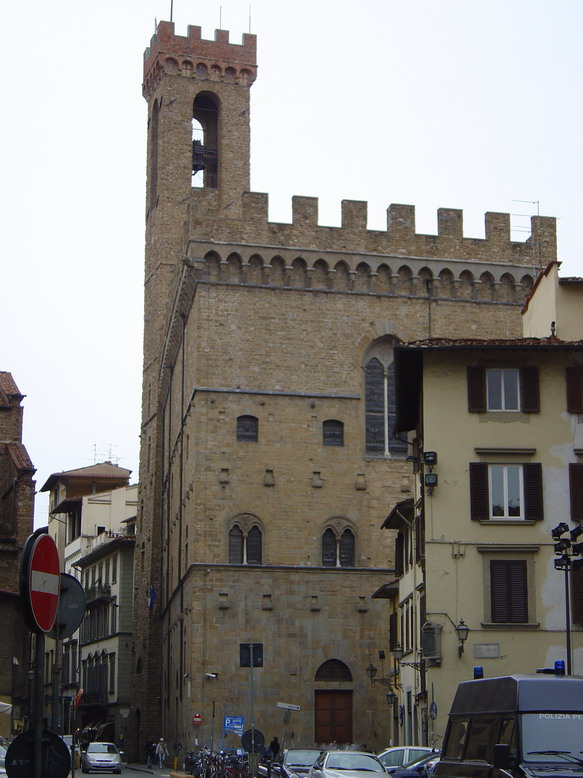
Національний музей Барджелло

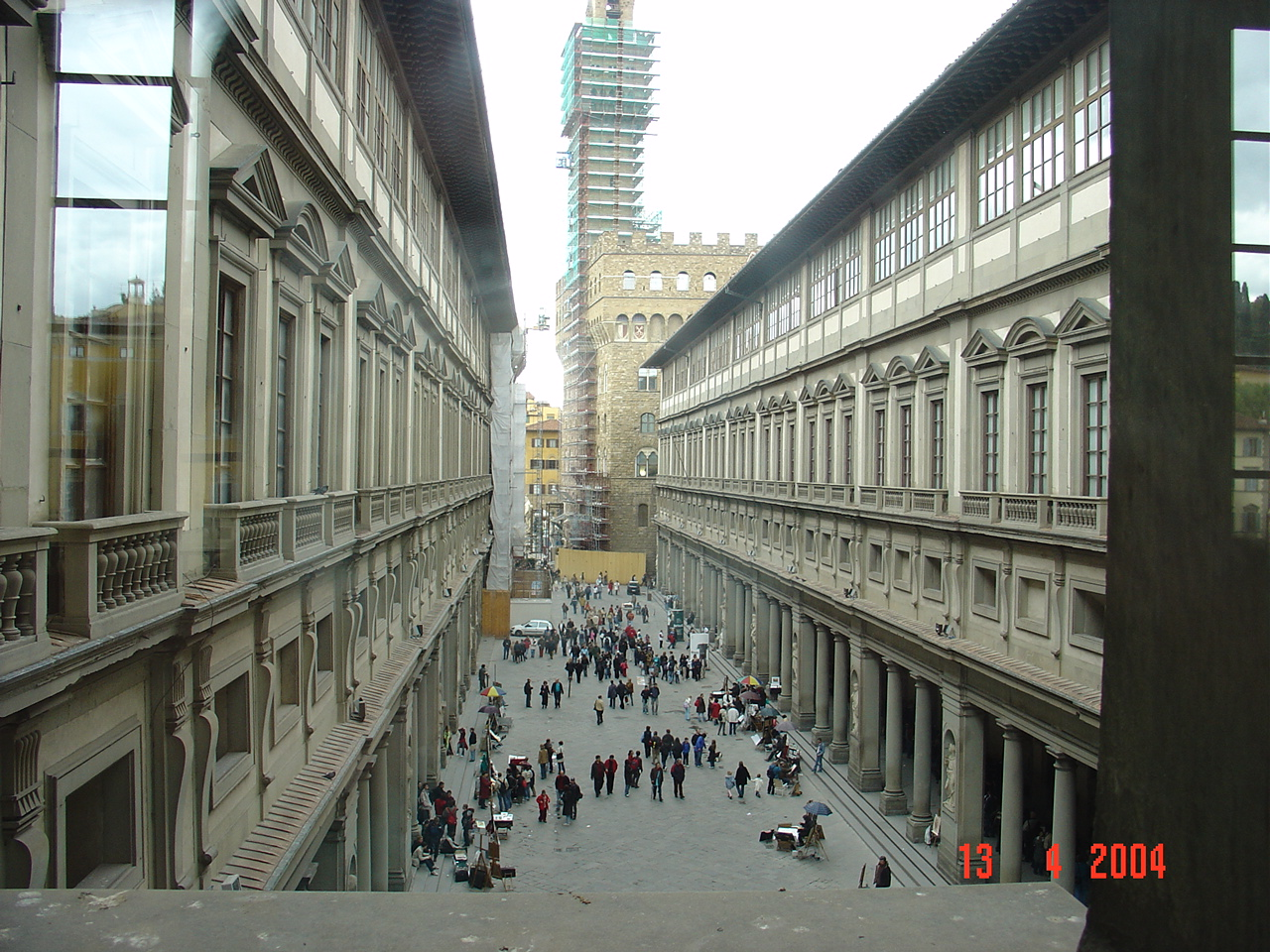
Галерея Уффіці

- Національний археологічний музей Флоренції
- Національний музей Сан Марко
- Каза Буонарроті (тобто Музей Мікеланджело), приватний музей
- Галерея Уффіці
- Церква Сан Лоренцо
- Каплиця Медічі (Cappelle Medicee)
- Палаццо Пітті
- Сади Боболі
- Музей срібла
- Музей Сан Марко (Museo San Marco)
- Барджелло, Національний музей Барджелло (Museo Nazionale del Bargello)
- Флорентійська академія мистецтв
- Музей Флорентійського собору або (Опера дель Дуомо)
- Музей Стібберт
- Музей музичних інструментів
- Галерея сучасного мистецтва
- Музей порцеляни (в Палаццо Пітті)
- Вілла Поджо а Кайано (Villa di Poggio a Caiano)
- Музей футболу, приватний музей
- Музей історії науки, приватний музей
- Палаццо Строцці, приватний музей
- Вілла Медичі в Пратоліно, колишня назва Вілла Демідова Сан Донато, державний музей
- Вілла Поджо а Кайано (музей натюрмортів)
- Сад Архімеда (музей математики)

## Галерея фото

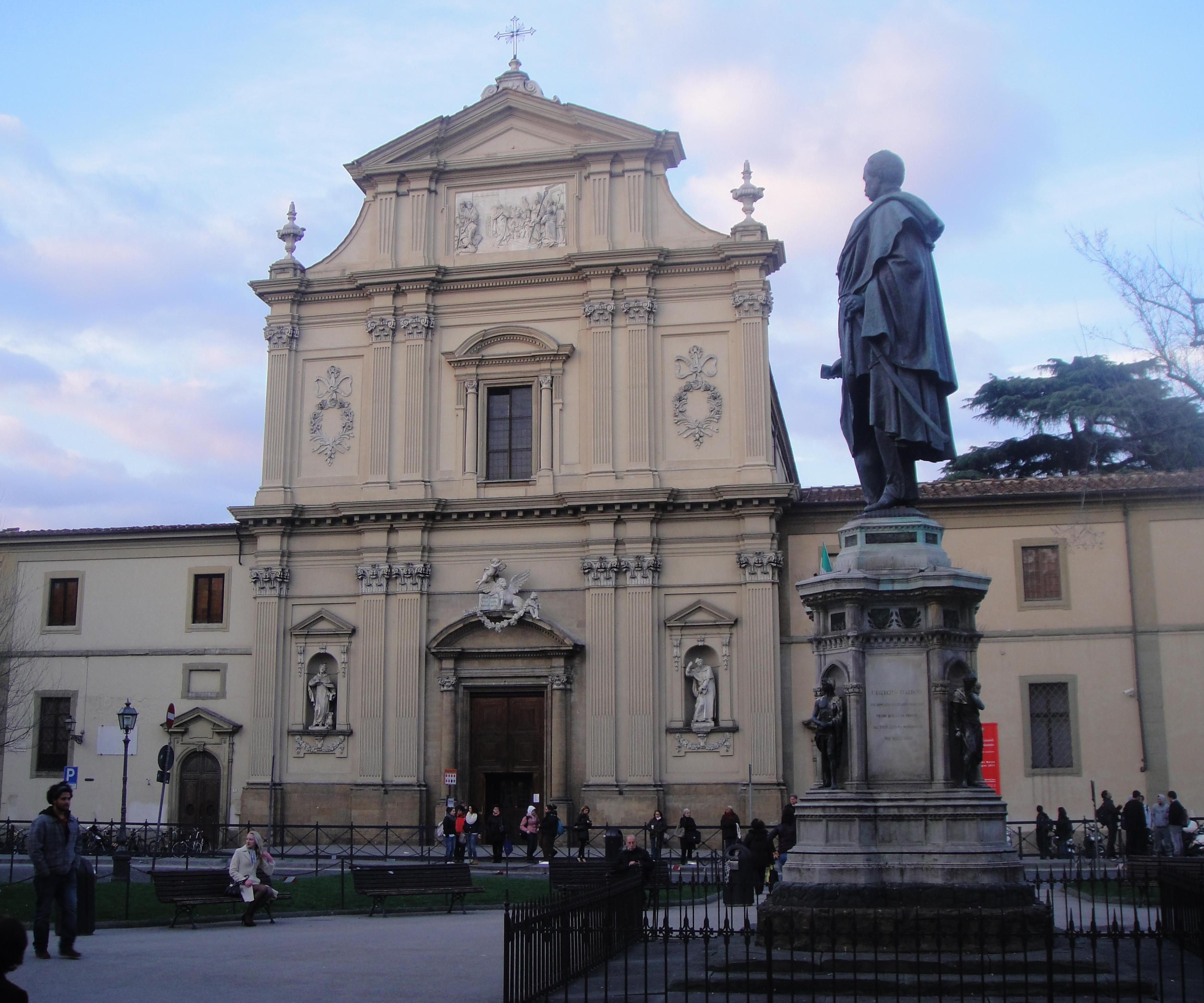
Національний музей Сан Марко
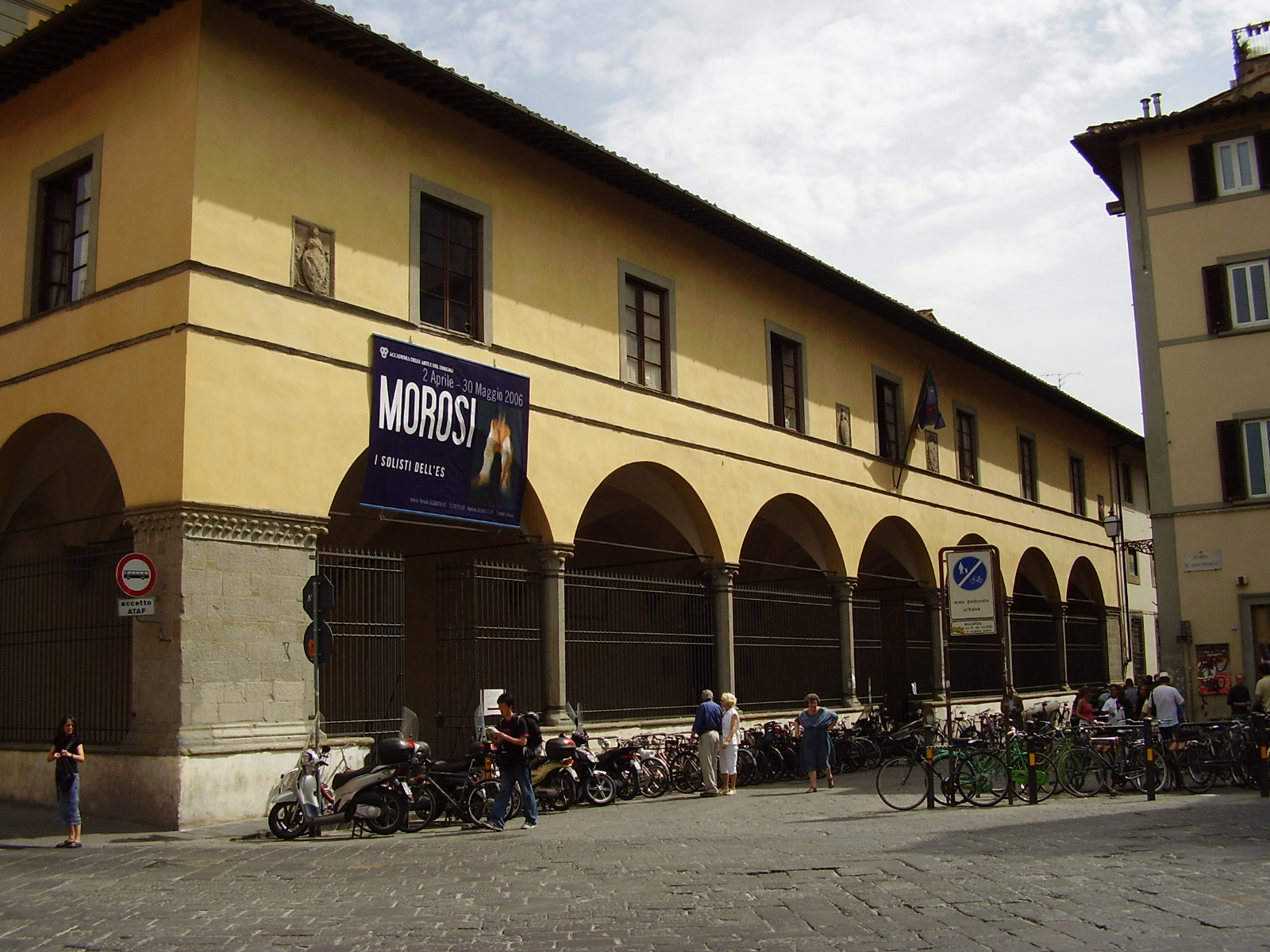
Флорентійська художня академія
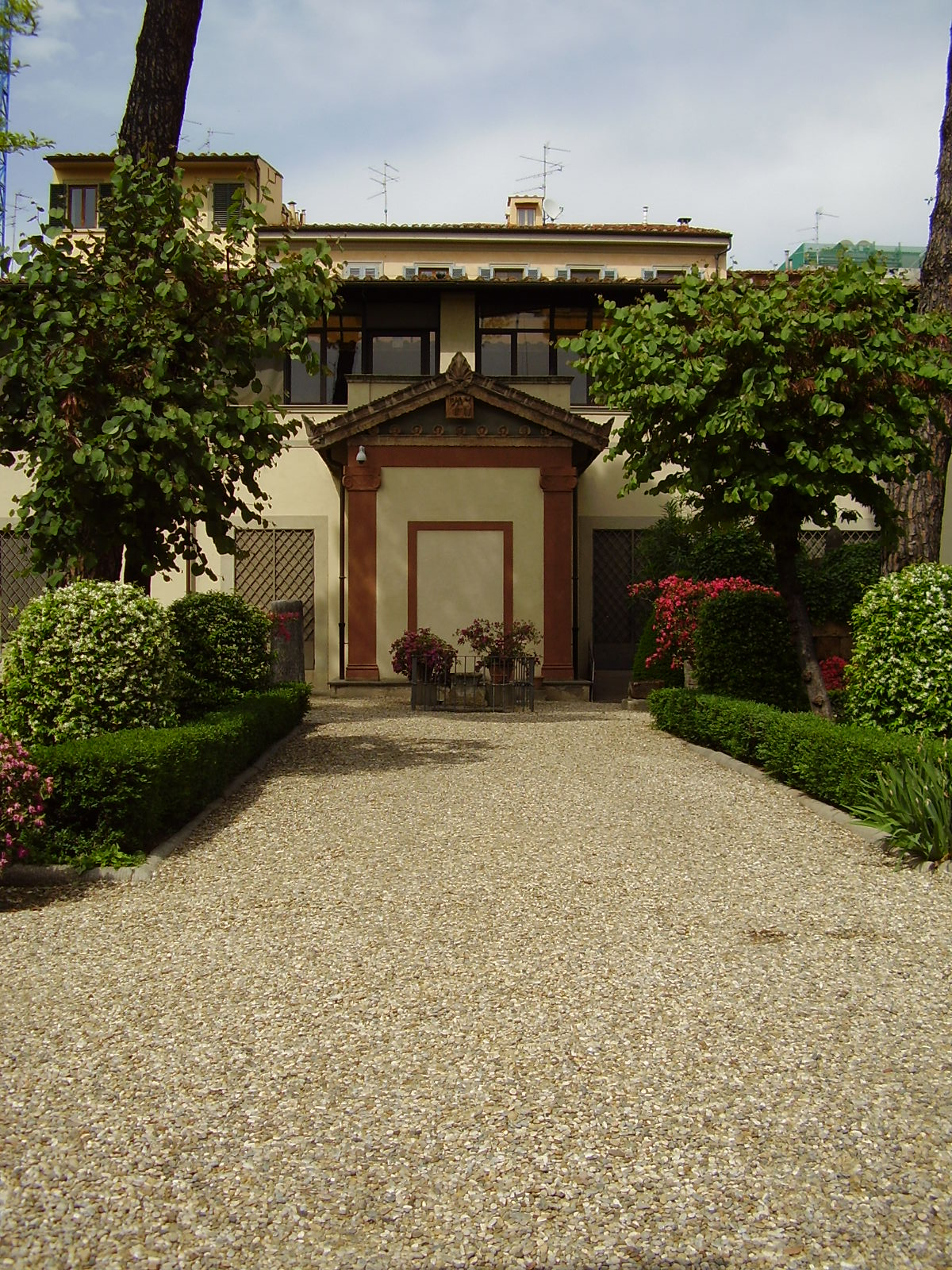
Національний археологічний музей Флоренції, фасад з боку саду
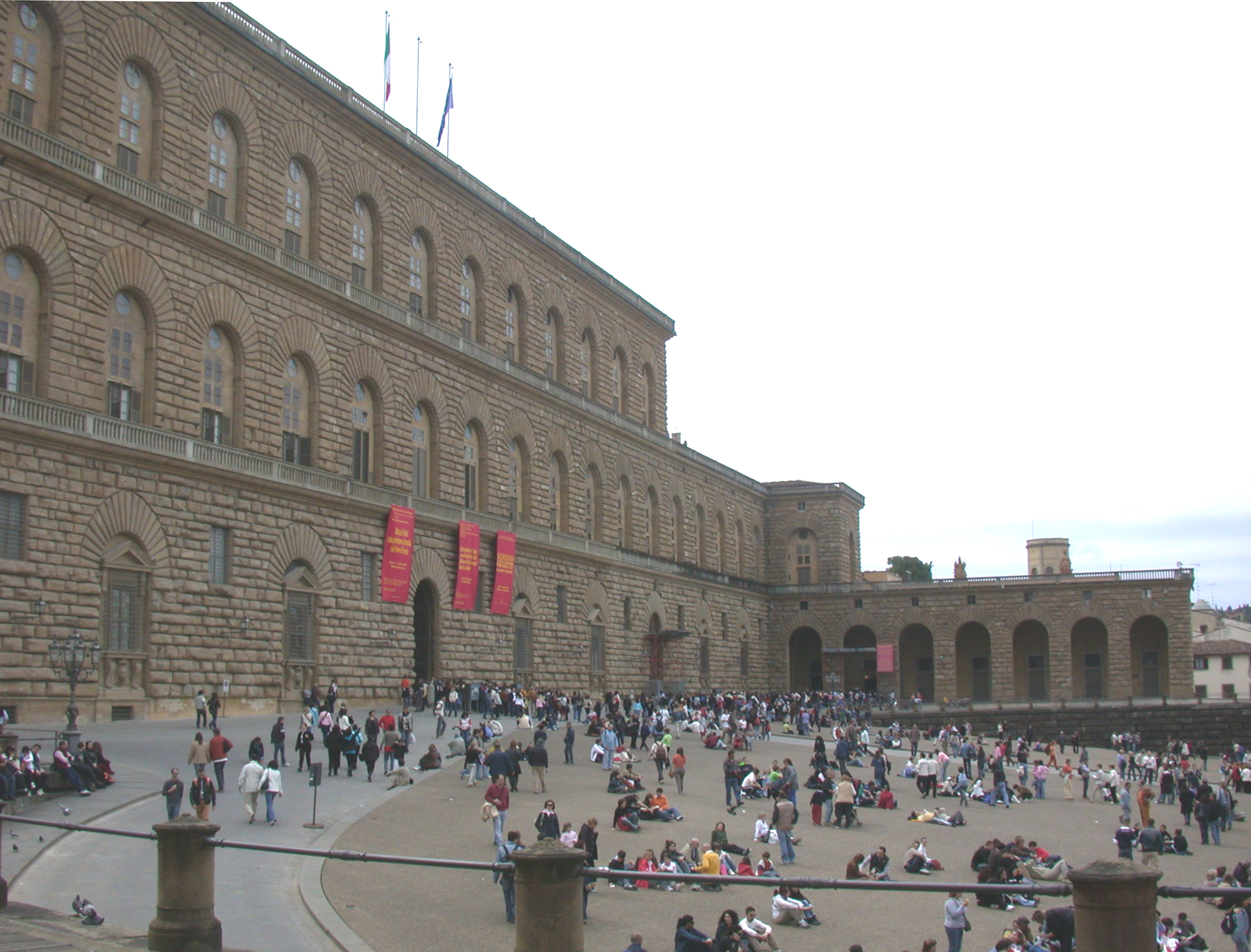
Палаццо Пітті (Палатинська галерея)